# Municipio de Florence (Nueva Jersey)
El municipio de Florence (en inglés: Florence Township) es un municipio ubicado en el condado de Burlington en el estado estadounidense de Nueva Jersey. En el año 2010 tenía una población de 12.109 habitantes y una densidad poblacional de 460,42 personas por km².

## Geografía
El municipio de Florence se encuentra ubicado en las coordenadas 40°6′51″N 74°47′37″O / 40.11417, -74.79361.

## Demografía
Según la Oficina del Censo en 2000 los ingresos medios por hogar en el municipio eran de $56,843 y los ingresos medios por familia eran $67,412. Los hombres tenían unos ingresos medios de $45,325 frente a los $31,215 para las mujeres. La renta per cápita para la localidad era de $23,529. Alrededor del 6.1% de la población estaba por debajo del umbral de pobreza.